# François Mauriac
François Mauriac   (Bordeus, 11 d'octubre de 1885 - 16è districte de París, 1 de setembre de 1970) fou un escriptor francès guardonat amb el Premi Nobel de Literatura l'any 1952.

## Biografia
Va néixer l'11 d'octubre del 1885 a la ciutat de Bordeus, capital de la regió francesa d'Aquitània i del departament de Gironda, en una família de profundes arrels catòliques. De jove, va quedar sota la custòdia de la seva mare a causa del decés del pare. Va estudiar batxillerat a Cauderan en una escola de la Societat de Maria (o marianistes) i després va estudiar literatura a la Universitat de Bordeus, on es va graduar el 1905. L'any 1906, es trasllada a París, on escriu el seu primer llibre de versos, Les mains jointes.
Va participar com a soldat durant la Primera Guerra Mundial, en què va emmalaltir greument. El 1933, fou nomenat membre de l'Acadèmia Francesa, i n'ocupà el seient número 22. Durant la Guerra civil espanyola, va simpatitzar amb el bàndol republicà i després, en esclatar la Segona Guerra Mundial, va formar part de la Resistència francesa contra la invasió nazi. Va editar les revistes Les Lettres Françaises i Le Cahier Noir, en les quals denunciava i criticava les tortures i assassinats comesos contra els patriotes francesos.
El 1958, fou guardonat amb la Legió d'honor concedida pel govern francès. Posteriorment, encoratjà Elie Wiesel a escriure les seves experiències com a jueu durant l'Holocaust. Mauriac morí l'1 de febrer del 1970 i fou enterrat al cementiri de Vemars, situat a la Val d'Oise.
Segons fonts escrites, l'obra biogràfica de Jean-Luc Barré desvela que François Mauriac hauria sentit una passió ardent per un escriptor jove, diplomàtic suís, Bernard Barbey. La notícia que Mauriac, malgrat les seves conviccions catòliques radicals, hauria tingut relacions homosexuals amb nois joves ja havia estat desvelada en una entrevista amb Daniel Guérin, publicada al llibre de Gilles Barbedette i Michel Carassou, Paris gay 1925. Daniel Guérin ha confirmat aquesta notícia, verificable en la correspondència que hi va haver amb Mauriac, conservada a la Biblioteca de documentació contemporània, malgrat la voluntat expressa de Mauriac de recuperar aquests documents i destruir-los.

## Obra literària
Va col·laborar amb el diari conservador Le Figaro, per passar més tard a la revista L'Express, acabada de fundar. El seu suport en aquesta publicació al general Charles de Gaulle el feu enemistar amb els seus companys, per la qual cosa va retornar a Le Figaro. Anys més tard, a causa de la seva defensa de la causa algeriana, va rebre amenaces de l'organització terrorista d'extrema dreta Organisation de l'Armée Secrète (OAS).
Autor tant de novel·les, recull de poemes i obres de teatre, si bé en aquest últim apartat les seves obres no tingueren l'èxit de les primeres, també destacà en els seus assaigs de memòries. L'any 1952, fou guardonat amb el Premi Nobel de Literatura per l'espiritualitat i per la intensitat artística amb què les seves obres han mostrat el drama de la vida humana.

## Obra seleccionada
| - 1914: La Robe prétexte - 1922: Le Baiser aux lépreux - 1923: Genitrix - 1924: Le Désert de l'amour - 1927: Thérèse Desqueyroux - 1930: Ce qui était perdu - 1932: Le Nœud de vipères - 1932: Commencements d'une vie - 1933: Le Mystère Frontenac - 1935: La Fin de la nuit - 1941: La Pharisienne - 1943: Le Cahier noir, sota el pseudònim de Forez - 1951: Le Sagouin - 1954: L'Agneau - 1969: Un adolescent d'autrefois - 1985: Mémoires intérieurs | - 1938: Asmodée - 1945: Les Mal Aimés - 1948: Passage du malin - 1951: Le Feu sur terre - 1909: Les Mains jointes - 1911: L'Adieu a l'adolescence - 1925: Orages - 1940: Le Sang d'Atys - 1934: Journal I - 1937: Journal II - 1940: Journal III - 1951: Journal IV - 1958: Bloc Notes - 1959: Mémoires intérieurs - 1965: Nouveaux Mémoires intérieurs - 1966: Les Autres et Moi |